# خوان فرنسيسكو بارازا
خوان فرنسيسكو بارازا (بالإسبانية: Juan Francisco Barraza)‏ (12 مارس 1935 في السلفادور - 27 ديسمبر 1997) هو مدرب كرة قدم ولاعب كرة قدم سلفادوري في مركز الهجوم. شارك مع منتخب السلفادور لكرة القدم. أما مع النوادي، فقد لعب مع C.D. Dragón ‏ ونادي أكويلا.

## وصلات خارجية
- خوان فرنسيسكو بارازا على موقع الاتحاد الدولي (مؤرشف)  (الإنجليزية)